# Mineria
La mineria és el procés d'extracció de minerals d'interès econòmic de la terra, en general d'un jaciment geològic, un filó, una veta o un dipòsit al·luvial. El lloc on s'obtenen els minerals s'anomena mina, trobant mines a cel obert i subterrànies. Actualment, també s'engloba dins de la mineria el concepte mineria urbana.
Els minerals recuperats per la mineria inclouen metalls, carbó, pedres precioses, pedra calcària, guix, sal gemma, potassa, grava o argila, entre d'altres. La mineria és una activitat necessària per obtenir la majoria dels materials que no poden conrear-se mitjançant processos agrícoles, o crear-se artificialment de manera viable en un laboratori o fàbrica. L'activitat minera, en un sentit més ampli, inclou l'aprofitament de qualsevol recurs no renovable, com el petroli, el gas natural, o fins i tot l'aigua.
Els processos miners impliquen la prospecció de jaciments, l'anàlisi del potencial de benefici d'una mina proposada, l'extracció dels materials desitjats i la recuperació final del terreny després del tancament de la mina.

## Història[calcitació]
La següent distribució o ordenació històrica es fa d'acord amb les necessitats de l'ésser humà per a construir i utilitzar noves eines, com també dels materials i les tècniques emprades.

### Paleolític
De fa 2,5 milions d'anys fins al 8000 aC. Les primeres traces es troben a la Conca del riu Omo, a Etiòpia (2,4 milions d'anys) i a Tanzània (2 milions d'anys). Trobem la presència d'eines formades per nuclis de basalt, silici i quars a les quals se'ls donava forma a base de cops, per tal de produir despreniments de llesques, i així obtenir eines que tallaven. Es comença a descobrir que certes roques tenen característiques adients per a ser modificades.
Les primeres eines fetes de roca amb una forma preestablerta són de fa 1,5 milions d'anys, i tenien una certa simetria i estaven treballades per les dues cares, la qual cosa exigia materials de molt bona qualitat. Entre les roques més comunes consten les quarsites i obsidianes (vidre volcànic) i el sílex.
Fa 200.000 anys a Europa, al pròxim orient i a Àfrica es comencen a descobrir dissenys d'eines més refinades, de millor qualitat, i més productives. S'obtenen fulles molt afilades fetes de sílex principalment. Aquesta millora a les eines dona peu al fet que els homínids comencin a establir-se a certs territoris, donant lloc a una forma de vida més sedentària.
Es dona una dualitat entre el sedentarisme i l'obtenció de materials de bona qualitat, no tots els materials són iguals i no sempre es troben a la vora; comença una intensa recerca de materials.
A causa del pes de les roques, no sempre era possible transportar-les i comencen a treballar amb les eines al lloc d'extracció. Com més eines feien falta més costava trobar bons materials a la superfície terrestre i d'aquesta manera, es comencen a extreure blocs de sílex de la terra, i així comença la mineria a Europa occidental. Les mines més importants de sílex a Espanya es troben a Madrid, les quals tenen forma de pou amb una profunditat de fins a 7,35 m i un diàmetre d'1,4 a 2,1 m i es poden observar petites restes d'excavacions laterals.

### Neolític
Va ser en aquesta època quan la pràctica de la mineria subterrània assolí importància i aparegueren les primeres grans explotacions mineres. Moltes d'elles estan localitzades a la plana central i al sector nord-occidental atlàntic d'Europa: Krzemionki (Polònia), Lousberg (Alemanya), Rijckholt (Països Baixos), Spiennes (Bèlgica), Jablines (França) o Grime's Graves (Gran Bretanya). També se'n troben a les regions mediterrànies d'aquest continent: La Defensola (Itàlia), la Venta i Casa Montero(Espanya) i les mines prehistòriques de Gavà (Catalunya).
En tots aquests llocs, la disposició del mineral és generalment horitzontal i l'extracció s'efectuà principalment per mitjà d'una aproximació superior vertical, amb l'ajut de pous més o menys grans, amb petites cambres, nínxols o galeries curtes obertes radialment a la base.
El jaciment de Can Tintorer de les mines prehistòriques de Gavà (Catalunya) són singulars per dos fets. D'una banda, per la considerable complexitat de les seves estructures mineres, amb pous, cambres i galeries, oberts a diferents nivells de profunditat, i connectats entre ells conformant una extensa i densa xarxa subterrània. D'altra banda, pel tipus de material extret: la variscita, un mineral «sumptuós», d'ús ornamental; la resta de mines conegudes, en canvi, estaven dedicades a obtenir primeres matèries «útils», generalment sílex, per a fabricació d'estris.

### L'edat dels metalls
La mineria de metalls comença amb el coure nadiu (metall quasi pur) el qual es podia treballar a baixes temperatures (300 °C) però té una baixa duresa. 4.000 anys aC neix la mineria a Europa, a l'àrea balcànica, es troben estris de coure amb traces d'arsènic, el qual confereix duresa al metall i s'extreu d'excavacions de 2 a 20 m de profunditat i entre 10 i 80 m de llarg. També hi ha proves de l'ús d'or i plata nadius i ferro meteòric.

### Egipcis

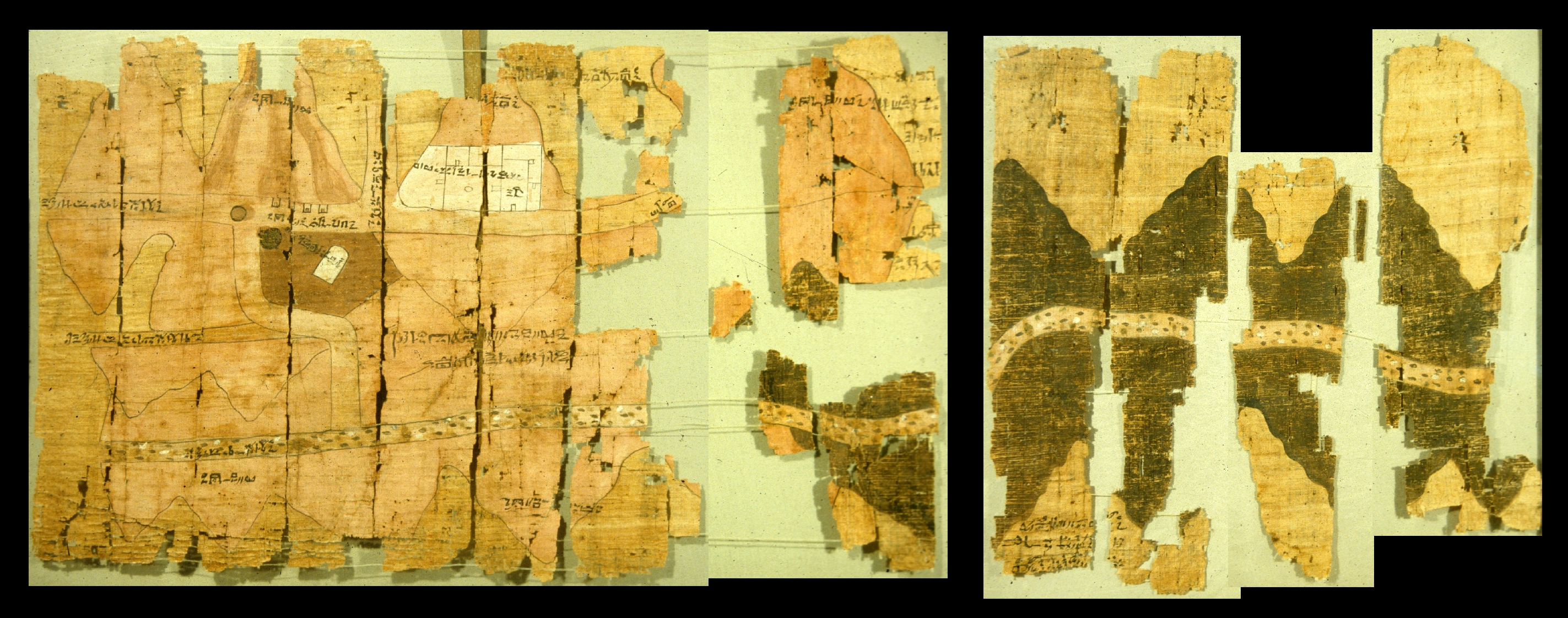
El papir de les mines representa mines al uadi Hammamat i és el mapa més antic conegut d'aquest tipus.

Cap al 3000 aC l'aliatge de coure amb estany dona millors propietats i dona resistència a la corrosió, els egipcis comencen a enviar expedicions al Sinaí i Timna per extreure coure i turqueses de mines superficials, també feien excavacions de fins a 8 m i un cop trobat un nivell que contenia el mineral començaven a excavar túnels, aprofitant millor els recursos. L'or s'extreia de les mines de Núbia, on tractaven les roques amb foc, per poder trencar-les millor i posteriorment es rentava la pols per extreure l'or.
Cal destacar també la necessitat de roques per poder dur a terme les grans construccions, les quals es van obtenir principalment al Sinaí.
És molt importat la forma d'obtenció dels materials, creació i millora dels forns.

### Romans i grecs
Els grecs necessitaven grans quantitats d'argent, principalment per fer monedes, i van fer grans avanços tecnològics.
L'imperi romà avançà molt en la mineria, amb les millores tecnològiques gregues i la creació d'una indústria ben organitzada. La novetat més gran és la mecanització, s'introdueixen innovacions hidràuliques de procedència grega, així es pot extreure l'aigua de les galeries mitjançant sínies i el caragol d'Arquímedes, la qual cosa era un dels problemes més greus que tenien. D'aquesta manera poden aprofundir fins als 100 metres, mentre que les civilitzacions anteriors no havien sobrepassat els 30 metres; també construeixen aqüeductes per tal de poder transportar l'aigua a les mines, tant per rentar materials com per ajudar en l'extracció de terra.
Hi ha problemes de subministrament d'estany, la qual cosa fa que quedi desplaçat pel ferro, això és possible gràcies a l'evolució dels forns (s'assoleixen majors temperatures, 1530 °C, una temperatura inferior a la de fusió del metall. S'aconsegueix reduir el metall amb carbó vegetal). Amb aquests processos el ferro que s'obté conté grans quantitats d'impureses.
L'expansió de l'imperi romà popularitza el ferro i veu la necessitat d'obtenir altres metalls per forjar monedes, la mineria a península ibèrica era una de les més avançades (or de Córdoba, Lleó i Astúries, Plata de Sierra Morena i Cartagena, coures d'Almeria).
L'activitat minera europea d'entre el 1.100 aC i el 800 dC ha quedat registrada al gel de l'Àrtida.

### Edat mitjana i moderna
Amb la caiguda de l'imperi roma i la invasió dels àrabs la mineria a la península va quedar gairebé parada i no va haver-hi avenços importants, es van abandonar moltes de les mines.
Amb el descobriment d'Amèrica es comencen a importar metalls del nou món tals com plata, coure i or; no s'incentiva la mineria de la península. A la primeria del segle xix començà a ressorgir la mineria començant a exportar metalls a la resta d'Europa. Cap al 1960 destaca la producció de mercuri, urani, potassa, entre d'altres.

### Actualitat
En començar el segle xxi, ha sorgit una indústria minera globalitzada amb grans empreses multinacionals. Els pics de minerals i l'impacte mediambiental s'han convertit en una preocupació, considerant el subministrament sostenible de certs minerals com element crític pel desenvolupament d'una regió. Diferents elements, com les terres rares, han començat a augmentar la seva demanda com a resultat de les noves tecnologies que s’estan desenvolupant actualment.

### Història de la mineria de Catalunya
Bona part de l'activitat minera a Catalunya té els seus antecedents i orígens en el segle xix, però no és fins a ple segle xx, i especialment en els primers anys del franquisme quan adquireix el seu màxim desenvolupament.
Les explotacions mineres a Catalunya durant el període 1939-1975 representen un destacat paper en el desenvolupament econòmic i industrial durant el període 1939-1975. Aquesta activitat minera incentiva una major diversificació productiva ampliant la varietat de materials explotats, augmentant el nombre d'explotacions de mitjana i petita mida, creant i produint uns importants elements de referència en l'actual paisatge i patrimoni industrial català.

### Diversificació dels materials explotats
A Catalunya ha existit des de sempre una important activitat minera, fins al punt que actualment continua sent una de les principals zones mineres de l'Europa meridional. La mineria catalana ha estat sempre molt diversa i ha explotat una gran quantitat de recursos geològics i miners, fet que ha permès extraure tota mena de recursos en la major part de la seva geografia.
L'activitat minera ha anat evolucionant des de la mineria metàl·lica, cal mencionar la importància de l'explotació del ferro relacionat amb el sistema metal·lúrgic de la farga catalana, fins a la més recent mineria del carbó, el plom, les sals potàssiques, el guix, les aigües minerals o l'extracció dels àrids.
L'interès per les riqueses minerals de Catalunya no és només degut, i com a conseqüència, al seu gran desenvolupament industrial iniciat a principis del segle xix, ja que s'havien començat importants accions en el sector durant els segle xvii i segle xviii. En l'activitat d'aquests segles cal mencionar la importància de les pissarres bituminoses descobertes al segle xvii en les muntanyes del Montsant, la muntanya de sal gemma de Cardona, el ferro de Sant Llorenç de la Muga, el plom de Falset, el coure de Vic, els jaciments i topazis del Montseny o els marbres de Tortosa, entre altres explotacions.
A mitjans del segle xix es constitueixen les primeres societats mineres per a l'explotació del carbó a la comarca del Berguedà, convertint aquesta comarca en un referent de la mineria catalana moderna a l'iniciar la seva l'explotació intensiva i la construcció d'una fàbrica de ciment.
Durant la primera meitat del segle xx, a més de mines de carbó, es va donar un ressorgiment i explotació dels minerals metàl·lics a través de la mineria subterrània a la zona del Pallars, Pirineus i Priorat. Aquestes activitats han deixat rics exemples del patrimoni de mines de pirita i galena a la zona de Cierco, de coure en Cubillers i Soriguera, de ferro en el Pic de la Màniga, de zinc a la Vall d'Aran o de galena i plom en el Priorat.
A partir de mitjans segle xx, dins el paisatge miner català, hem de mencionar quatre elements de rellevància i significació: les mines de sal sòdica i sal potàssica, les  mines de carbó, les mines de minerals metàl·lics i les explotacions associades als processos de construcció.
Dins de les explotacions de sals sòdiques i potàssiques destaquen les salines de Gerri de la Sal (Pallars Sobirà), Cambrils (Solsonès) i Vilanova de la Sal (Noguera) a més de la muntanya de sal de Cardona, declarada Patrimoni de la Humanitat, i les importans mines de la Conca potàssica catalana de la comarca del Bages (Súria, Sallent i Balsareny) encara avui dia una de les més importants d'Europa.

## Situació actual del paisatge i el patrimoni miner industrial

### A Catalunya
Una protecció patrimonial clàssica unida al paisatge i a l'activitat.

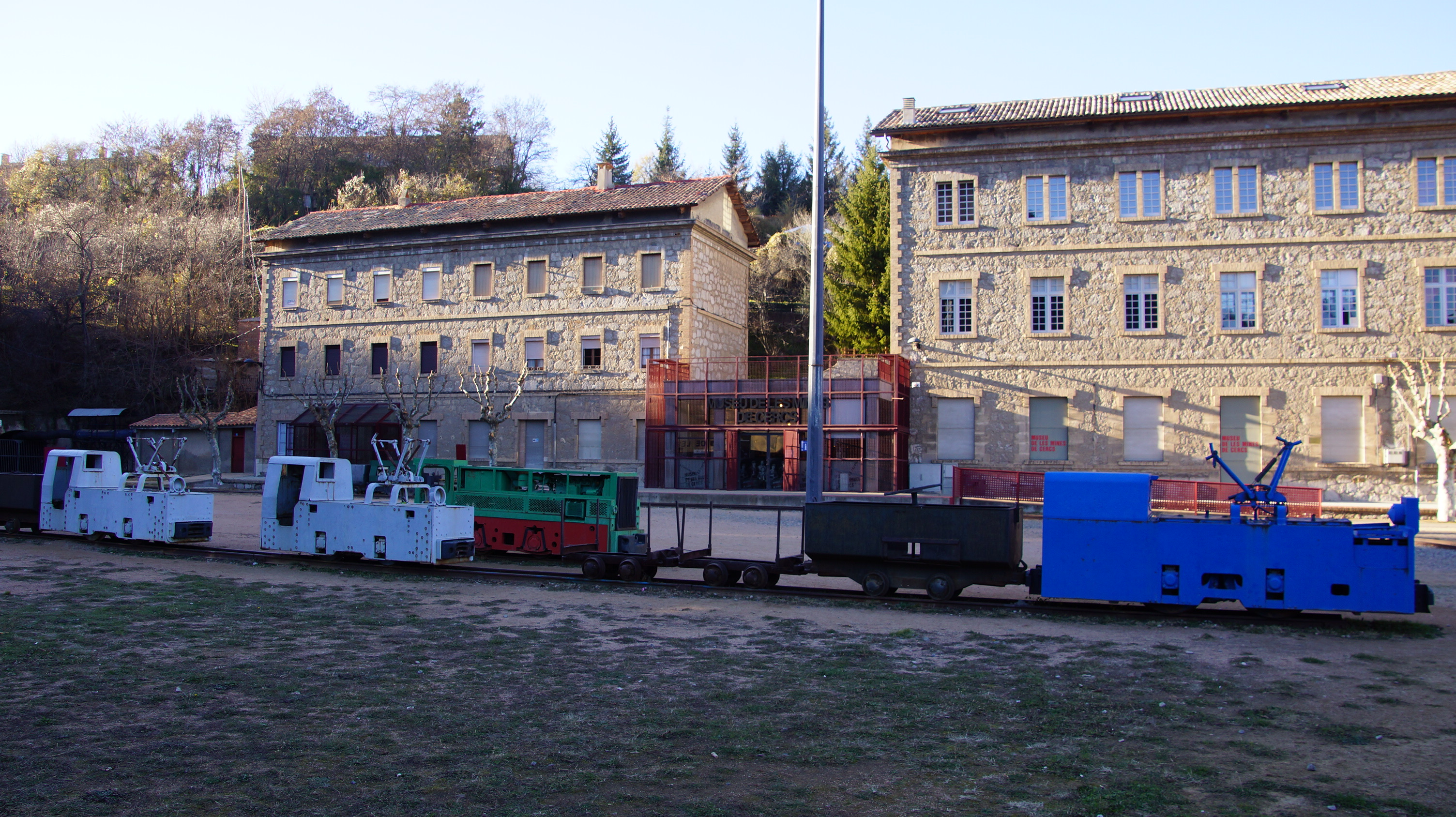
Vista de l'edifici i la plaça del museu de la mineria.

La recuperació del patrimoni miner de Catalunya va començar amb la Minilla, una antiga galeria de sal situada a Cardona (Barcelona), que es va obrir al públic el 1997.
El patrimoni miner de Catalunya recull altres instal·lacions com:
- El Museu de les Mines de Sant Corneli de Cercs (Berguedà).
- La fàbrica de ciment del Clot del Moro (Berguedà).
- L'antiga mina de petroli de Riutort (Guardiola de Berguedà).
- L'itinerari Geominer de la mina Victòria (Arras, Lleida).
- Galeries de la mina Eugènia (Bellmunt del Priorat).

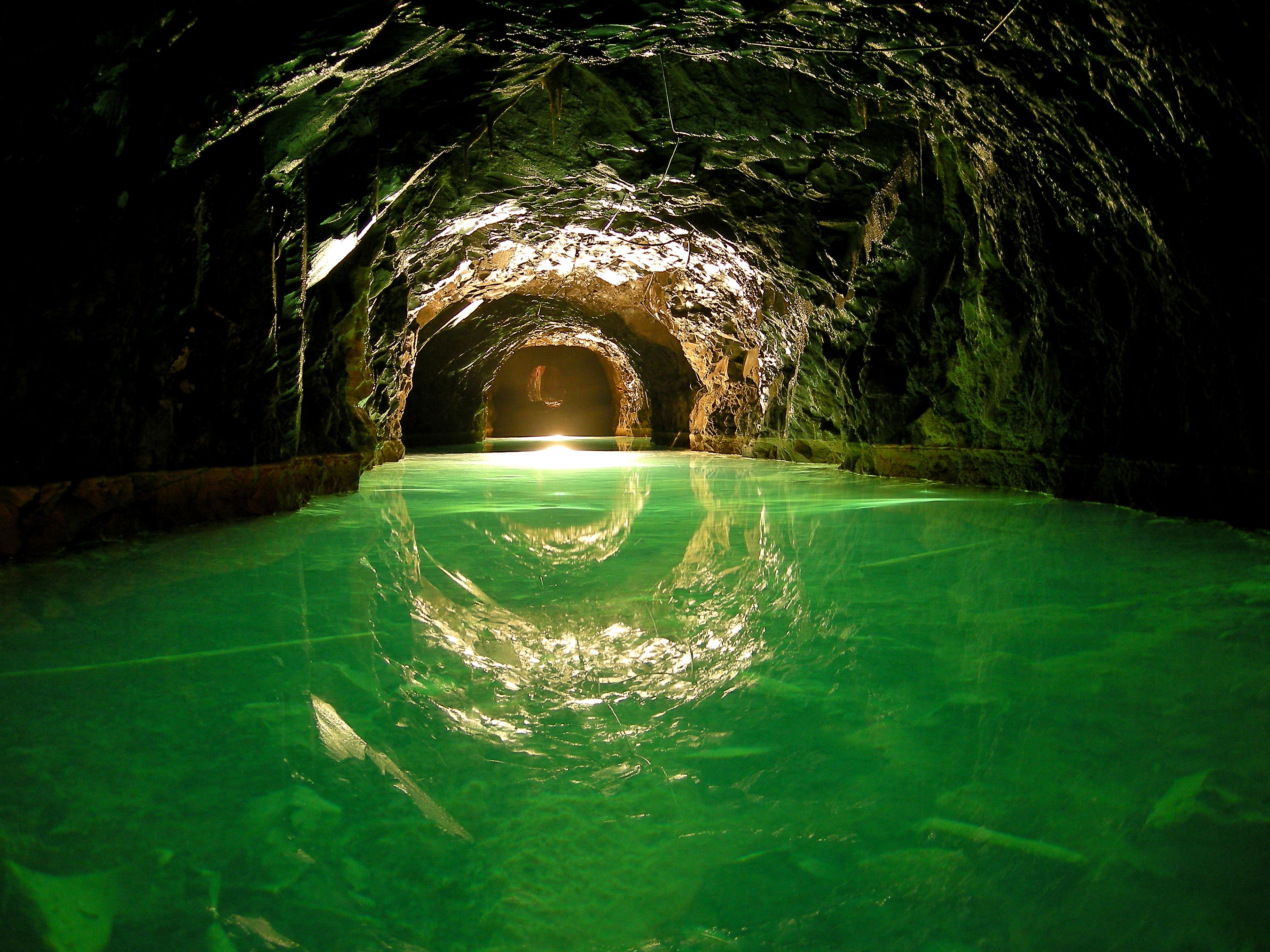
Mina de Petroli de Riutort, al Berguedà

- Mina de Petroli de Riutort, al BerguedàColònia minera i la Casa de les Mines, la mina Solita (Peramea, Lleida).
- Les mines prehistòriques de Gavà (Barcelona).
- Les salines de muntanya de Cambrils (Odèn, Solsonès).
- Les salines de muntanya de Gerri de la Sal (Lleida).
- Les mines de talc de la Vajol (Empordà).
- Els més de 60 forns de calç de la Ruta de la Calç de Tarrés (Garrigues).

D'altra banda, des d'uns anys es recupera patrimoni miner tant en mines, en itineraris miners, en la restauració de forns de guix com en la creació de museus amb les magnífiques col·leccions de minerals i roques.
A més d'algun projecte d'escala local, es pot destacar 5 projectes d'especial incidència territorial en el conjunt de Catalunya en format de patrimonialització clàssica:
- Mines de Bellmunt del Priorat.
- Parc de la Sal de Cardona.
- Museus de les mines de Cercs.
- Mines de carbó de la conca de Sant Joan de les Abadesses.
- Museus de Mequinensa.

La mineria catalana té una importància notable en l'economia productiva del país.
Catalunya produeix cada any més de 40 milions de tones d'àrids, és el primer productor d'aigua mineral envasada de l'Estat i l'únic productor de sal potàssica.
Actualment algunes de les mines més utilitzades són:

#### Mines subterrànies
- Sals potàssiques a Cardona, Súria i Balsareny, els quals s'utilitzen per a la fabricació d'adobs i explosius.
- Talc a Maçanet de Cabrenys (Alt Empordà), utilitzat com a matèria primera per la indústria farmacèutica, paperera o automobilística.
- Mines de plom i zinc al Priorat, i més concretament a Bellmunt, Molar, Gratallops i Falset i també a la vall d'Aran on són abundants aquests metalls.
- Bari i plom a Castellví de Rosanes i Martorell.
- Coure a l'alforja i Riudecols (Baix Camp) i també a Osona.
- Bari i fluor a Viladrau, Sant Hilari Sacalm i Espinelves.

#### Explotacions a cel obert
Potser la més important seria l'explotació minera del Caolí, que abasteix de matèria primera a la indústria ceràmica de la Plana de Castelló.
- Explotacions de bauxita situades a Balaguer, Alt Urgell, Anoia i Alt Penedès.
- Marbres de la Vall d'Aran i granits del Baix Empordà.
- Explotacions calcàries de guix a Orpí i Òdena (Anoia).
- Mines d'urani a Boadella (Alt Empordà) i al Vallespir (Catalunya del Nord).
- Quars a la conca del Barberà i bastant abundant al sistema pirinenc, sobretot al Berguedà.
- Molibdè principalment al Maresme i Barcelonès i a Osona i Vallès occidental (Caldes de Montbui).
- Argiles, principals explotacions a Solana i Benavarri (Baixa Ribagorça) Ripoll (Ripollès) Seu d'Urgell (Alt Urgell) Gelida (Alt Penedès) Sant Maria de Miralles (Anoia).
- Pedres carbonatades molt abundants, destaquen les explotacions de l'Alt Empordà, Cerdanya, Alt Urgell, Berguedà, Ripollès, Baix Llobregat (Olesa de Montserrat, Sant Feliu de Llobregat), Vallès Occidental (Montcada), també al Segrià i Baix Cinca (Mequinensa), s'utilitzen per a construcció, tant en l'aspecte decoratiu com estructural d'obres públiques, façanes, terres, carreteres).

#### Sondatge
Aquest mètode explota principalment les sals sòdiques al Vinalopó, on es bomba aigua calenta per tal de dissoldre les sals que després s'extreuen i es deixa evaporar el dissolvent.
Principals mineralitzacions, encara que no prou abundants per a ser productives:
- Coure i ferro: petits filons a la Vall d'Aran, Pallars Sobirà i Cerdanya.
- Níquel i cobalt: alta Ribagorça.
- Arsènic i or.
- Sofre al Montnegre i vall del Vinalopó, difícil extracció i poc abundant.

### Localització de mineria en el món per regions, 1850 fins al present
Mineria mundial mesurada com al valor total d'extracció de tots els metalls produïts en tots els països.
El gràfic permet veure el percentatge de mineria per regió des del 1850 fins al dia d'avui. A partir del final del segle xix, el rol de la mineria a Europa va anar decaient mentre el poder econòmic i polític anava progressivament migrant als Estats Units. A finals del segle xix i principis del segle xx esdevingué un augment dramàtic de mineria als EUA, seguit després de la Segona Guerra Mundial per un declivi similar al que s'experimentà en Europa prèviament, transferint-se la tendència a l'alça de la mineria de països desenvolupats aquells en vies de desenvolupament durant tota la segona meitat del segle xx.

### Activitats mineres globals el 2011
Els cercles són proporcionals al valor total de tots els metalls, minerals industrials i carbó, en la mineria de tots els països.
Desenvolupament i cicle de vida de la mina

## Desenvolupament i cicle de vida de la mina
El procés d'explotació minera, des del descobriment d'un jaciment fins a l'extracció dels minerals i la devolució del terreny al seu estat natural, consta de diverses etapes.
La primera és el descobriment del jaciment, dut a terme mitjançant la prospecció geofísica o exploració, per a trobar i després definir l'extensió, la ubicació i el valor del jaciment. Això condueix a una estimació matemàtica dels recursos per a calcular la grandària i la Llei del jaciment.
Aquesta estimació s'utilitza per determinar el valor econòmic del jaciment. D'aquesta manera es determina, en una fase primerenca, si es justifica una major inversió en estudis d'estimació i enginyeria i s'identifiquen els principals riscos i les àrees en les quals cal continuar treballant. El següent pas és dur a terme un estudi de viabilitat per a avaluar la viabilitat financera, els riscos tècnics i financers i la solidesa del projecte. És llavors quan l'empresa minera pren la decisió de desenvolupar la mina o abandonar el projecte.
Un cop es conclou que un determinat jaciment mineral mereix ser recuperat, comença el desenvolupament per a crear l'accés al jaciment. Es construeixen els edificis de la mina, la planta de processament i els equips necessaris. Una vegada recuperat tot el mineral que la mina pot produir de manera rendible, s'inicia la recuperació del terreny utilitzat per la mina per al seu ús futur.
L'obtenció dels recursos minerals de forma econòmicament viable, de forma segura i amb el menor impacte ambiental possible requereix l'aplicació d'un ampli coneixement tècnic emmarcat dins de l'enginyeria minera.

## Tècniques mineres

### Mineria a cel obert

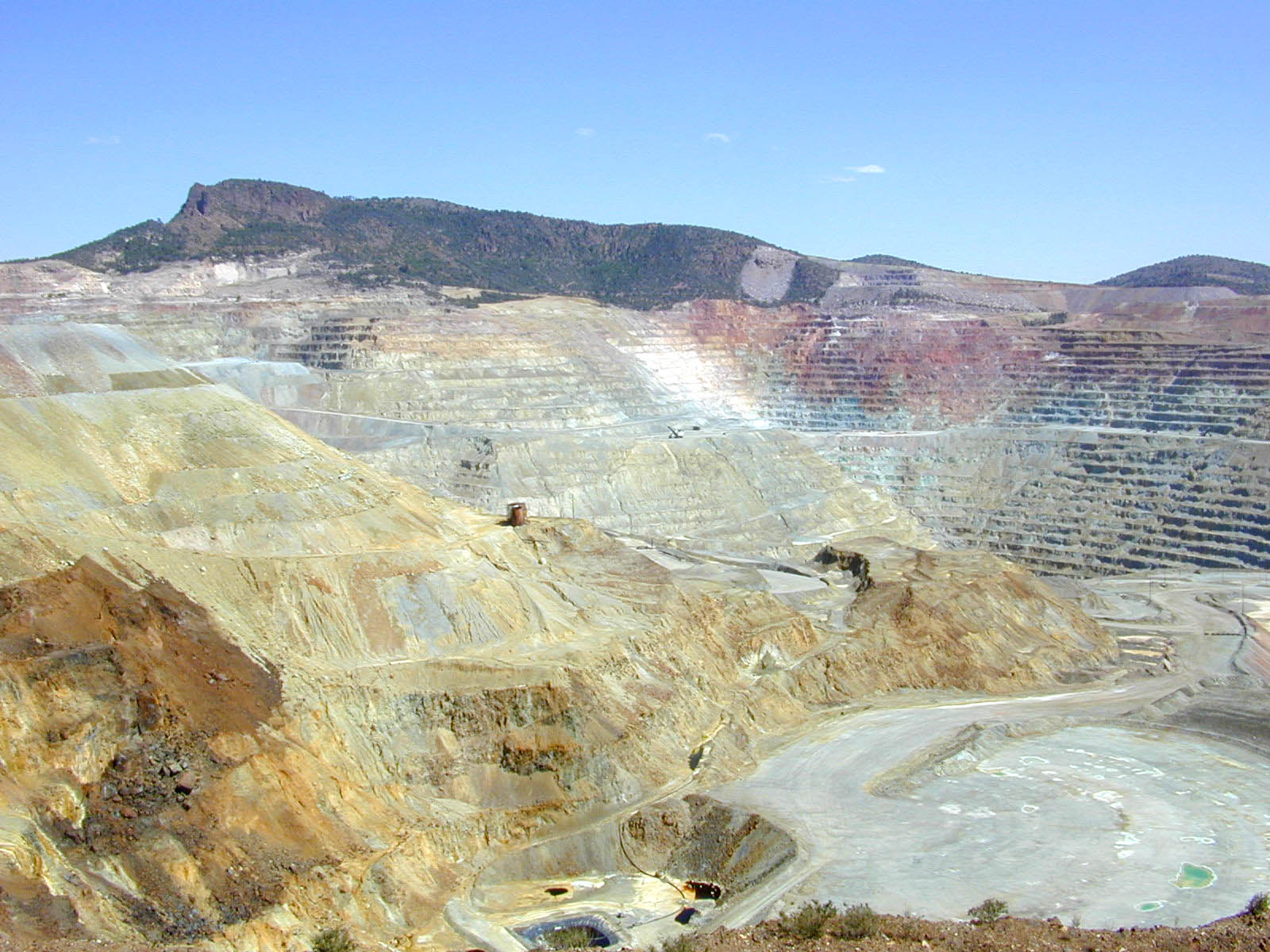
Mina de coure a cel obert "El Chino" a prop de Silver City (Nou Mèxic).

La mineria a cel obert consisteix en la recuperació de materials a partir d'una excavació iniciada a la superfície del terreny en qüestió. Retirant el sòl i la roca que recobreix el jaciment mineral. Les pedreres entren dins d'un subtipus de mina a cel obert, obtenint principalment àrids de diversos tipus.

### Mineria subterrània
La mineria subterrània consisteix en excavar túnels o pous per a arribar als jaciments ubicats en profunditat. La mineria subterrània pot classificar-se segons el sistema d'accés utilitzat i el mètode d'extracció emprat.
Processament de minerals
El processament de minerals és una àrea especialitzada de la ciència de la metal·lúrgia que estudia els mitjans mecànics de trituració, molta i rentat que permeten la separació dels metalls o minerals valuosos de la seva ganga, així com processos químics.

## Seguretat

### Tipus i causes dels accidents
La possibilitat d'accidents està lligada a factors com el mètode, el sistema aplicat, la qualitat del disseny de les operacions, la forma d'utilitzar les màquines, l'error humà i d'altres factors que afecten l'estabilitat emocional del treballador i contribueixen en les distraccions que es produeixen en molts casos. Cadascun dels mètodes miners (cel obert, subterrani i sondeig) tenen nivells molt diferents de sinistralitat, el qual bé donat pel nivell de mecanització i automatització que es té a l'hora de treballar. El mètode més segur és el que es dona per sondeig. Estadísticament els accidents que més es produeixen, són per caigudes dels materials, és a dir per erros humans. És important l'ús de cascs i materials de protecció per evitar que aquest tipus d'accidents siguin mortals.
Altres accidents habituals són les caigudes pel desnivell, cops… Això és a causa del mal condicionament de les instal·lacions i la poca il·luminació dels estrets túnels. Els cascs que porten els miners, donen il·luminació de manera insuficient deixant molts punts negres i creant un alt risc d'accidents, a causa de la dolenta visibilitat, a les mines subterrànies. A mines de cel obert, aquest tipus d'accidents disminueix, però en canvi existeixen d'altres relacionats amb l'ús incorrecte dels explosius i la maquinària de treball. A més a més, dels habituals accidents causats pel factor humà, també s'han de tenir en compte aquells que es produeixen pel dèficit de recursos.
L'escassa ventilació a les mines subterrànies provoca que els polsims alliberats durant les extraccions arribin al sistema respiratori del treballador i quan aquests són tòxics, asfixiants o irritants, poden causar malalties respiratòries cròniques i depenent del gas inhalat, fins i tot la mort. Per això s'han de treballar en condicions humides, per evitar al màxim l'exposició a la pols. D'altra banda, es coneixen accidents a gran escala que poden adquirir característiques catastròfiques, tal com aquests:
- Incendis: El problema més important són els gasos de combustió i la disminució de l'oxigen, que perjudiquen greument la respiració dels treballadors, a més a més de malmetre la zona de treball i deixar-la sense d'ús durant un temps, el que provoca una perduda de diners per les empreses. Cal preveure en el reglament de seguretat, les precaucions per evitar aquest tipus de problemes.
- Ús d'explosius: Utilitzats com a detonants i només poden ser controlats per treballadors experimentats i preparats en el tema, per si sorgeixen problemes durant l'explosió. Poden existir greus riscos, quan l'explosió no és completa i si la revisió es fa massa ràpid, pot causar la mort en molts casos, dels treballadors que s'apropen a la zona. Per aquesta raó un cop feta l'explosió, es deixen unes hores abans de continuar amb la inspecció de la zona.
- Ensulsiades: Les galeries mineres tenen un gran risc d'esfondrar-se pel gran pes que suporten,i de la gran diferència de qualitat de les roques, que com que no tenen les mateixes propietats poden caure o bé, no suportar el pes correctament.

Aquests són els tres tipus d'accidents greus, que més requereixen que l'empresa minera tingui un pla de control i treballadors ben preparats, a més a més, d'equips de seguretat, com també material per poder transportar als ferits, tractar-los i oferir-los primers auxilis… Però aquestes mesures no són obligatòries, igual que les contínues revisions als treballadors per avaluar els seus estats físics i mentals. Només es troben a disposició d'empreses que ho volen i que els seus recursos econòmics els ho permeten, per això molts accidents podrien ser evitats però la manca de prevenció inhabilita la possibilitat d'acabar amb els accidents més greus.

### Accidents miners al llarg de la història espanyola
D'ençà que es va començar amb l'activitat minera, hi ha hagut multitud d'accidents. Però és ben cert, que l'índex d'accidentalitat als països menys desenvolupats és major. Tot i això actualment, en els països desenvolupats l'activitat minera no és de les principals causes de mortalitat a causa que l'economia en la gran majoria dels països depenen d'altres sectors. A continuació es presenten alguns accidents miners espanyols al llarg de la història.
Un dels accidents més antics, del qual es tenen dades va succeir a Santa Elisa de Belmez, Còrdova. A l'abril del 1862 va haver-hi una explosió de grisú i va posar fi a la vida de 29 treballadors. Anys més tard el 1904, a les mines de la població de Villanueva del Río, Sevilla, es va produir un dels accidents més mortífers d'Espanya amb 63 morts i una multitud de ferits. Nou anys més tard a Mieres, Astúries, es va produir el segon accident espanyol per grisú, amb 9 morts. Seguidament i també al nord d'Espanya, en el 1941 a Palència es va produir un accident per grisú i se'n va emportar les vides de 18 treballadors. A Catalunya, més concretament a la localitat de Saldes, l'any 1944 van morir 34 miners. Anys després el gas grisú va continuar emportant-se les vides de miners d'arreu d'Espanya i continuava provocant accidents en mines ja afectades pel gas grisú, un indicador que els plans de prevenció i seguretat minera continuaven sense posar-se en acció en la majoria de mines. No va ser el cas de les mines de Villanueva del río a Sevilla que després de tants accidents mortals, van haver de tancar. Una altra de les mines més perjudicades en accidents mortals, va ser la mina del Valle del Turón a Astúries que s'emportava a més de 20 treballadors. Tot i que la important activitat minera es donava al nord i sud d'Espanya, comunitats com Catalunya o Navarra també van patir accidents mortals, alguns d'ells causats pel gas grisú. Tot i que actualment les polítiques de prevenció són més efectives en aquests últims anys la mineria va posar fi a les vides d'1 i 6 treballadors de les mines de Súria, Barcelona i el Valle de Llombera de Gordón a Lleó.

### Gestió del risc
Com que la mineria suporta un risc major que la resta de sectors, per una baixa investigació, per falta de recursos, una part important de la seguretat a les mines és la gestió del risc, que serveix per a prioritzar els recursos existents, així com per a minimitzar els resultats no desitjats mesurant dues magnituds, la de la severitat i la de la probabilitat.
El Preliminary Hazard Analysis ajuda determinar les àrees més dèbils amb inventari de tots els perills i riscos:
R=PxS (pèrdua per unitat de temps a l'activitat)
D'altres mètodes d'anàlisis molt utilitzats a la indústria de la mineria per la gestió del risc són:
-Mètode Hazop (Es fa una anàlisi conjunta en comptes d'un individual).
-Mode d'errades (FMEA).
-Métode Fault Tree Analysis (FTA).
-Even Tree Analysis (ETA).
-Factor humà i errors de l'operador.
L'acceptació del risc es fa amb el model conceptual HSE i amb l'anàlisi cost-benefici (CBA).

## Impacte ambiental de la mineria
Cada país o regió disposa d'un recull normatiu que exigeix el procediment d'avaluació de l'impacte ambiental de totes les activitats mineres, el desenvolupament de plans de gestió ambiental, la planificació del tancament de la mina (que ha de fer-se abans de l'inici de les operacions mineres) i la supervisió ambiental durant l'operació i després del tancament. Tenir en compte l'Impacte ambiental de la mineria està regulat en qualsevol activitat minera.